# Лгапиркент
Лгапиркент (лезг. Л(е)гар) — упразднённое в 1975 году село в Ахтынском районе Дагестана. На момент упразднения входило в состав Джабинского сельсовета.

## География
Село Лгапиркент расположено в восточной части Ахтынского района, на северо-западном склоне Шалбуздагского хребта. Расположен в 14 километрах от районного центра Ахты. Вокруг Лгапиркента расположены урочища: Ичин пел, Шимин хев, Ичер чIур, Кензер, Царцун, Таргъам, КьенечI, Ратар, Тул, Верхерик, Туманал, Кьилих, Гуьней. Родники: Агъа булах, Вини булах, КIейиша булах, КьенечI булах.

## История
Село существует до 13 века, об этом свидетельствуют эпиграфическая надпись на святыне Мир-Сулеймана в селе Лгапиркент, называющую годом его смерти — 1281-й год. С XVI века по 1839 год село входило в Докузпаринское вольное общество. В 1839 году вошло в состав Российской империи. Относилось к Докузпаринскому наибству Самурского округа Дагестанской области. Вместе с сёлами Храх и Ухул образовало Ухульское сельское общество. В 1929 году был включён в состав новообразованного Ахтынского района ДАССР. Вместе с сёлами Храх и Ухул образовал Ухульский сельсовет. В 1960-е годы жители села были переселены на равнину.

## Население
До переселения в селе Лгапиркент жили лезгины, мусульмане-сунниты. В 1869 году в селе проживало 463 человека, из них мужчин — 255, женщин — 208. Село состояло из 79 дымов. В 1886 году в селе проживало 598 человек. Часть жителей села Лгар переселелась в село Мискинджу и присоединилась к тухуму Гылар (Угулар).

## Этимология
Название Лгар связано с этнонимом «леги».
По поводу происхождения названия села (Лгар + Пиркент) существует версия, что в старину из Сирии пришёл человек по имени Сулейман, который до старости лет пас стадо лгапиркентцев. Когда он умер, сельчане подготовили могилу и хотели его похоронить. Вдруг, откуда ни возьмись, прилетели голуби и на глазах у всех унесли его тело на гору Шалбуздаг, где старец и был похоронен (тут есть один нюанс: фраза «лифери тухвана» в лезгинском языке обозначает не только «голоби отвезли», но и «голуби проводили», то есть голуби могли просто «указать путь», а фраза «тухвана» со временем начала восприниматься, как «отвезли по воздуху»). После этого, по преданию, село получило название Лгапиркент, то есть село, где имеется «пир» — святилище.